# Wat zegt de bandrecorder?
Wat zegt de bandrecorder is een hoorspel van Leslie Dunkling. The Speech-Print Case werd op 17 november 1965 door de BBC uitgezonden. Het werd vertaald door Tom van Beek en de TROS zond het uit op woensdag 13 november 1974, van 22:55 uur tot 23:55 (met een herhaling op woensdag 19 juli 1978). De regisseur was Rob Geraerds.

## Rolbezetting
- Robert Sobels (Blackwell)
- Hans Veerman (James)
- Tom van Beek (Edwards)
- Eva Janssen (Harriet)
- Jan Borkus (Duncan Laine)
- Dogi Rugani (Jane Wilson)
- Maarten Kapteijn (prof. Green)
- Huib Orizand (inspecteur Douglas)
- Lex Schoorel (officier)
- Frans Kokshoorn (stem man, op band)
- Joke van den Berg (stem vrouw, op band)

## Inhoud
In dit hoorspel is het leven van een vooraanstaand politicus in gevaar. Een onbekende heeft hem telefonisch te verstaan gegeven, dat een aanslag op zijn leven is beraamd en wel op het ogenblik dat hij tien dagen later een bijeenkomst zal bijwonen. Het worden tien zeer spannende dagen, waarin een privé-detective moet proberen nog bijtijds een stokje te steken voor de snode plannen die ten uitvoer zullen worden gebracht. Hij moet er tevens achter zien te komen wie de misdadiger in spe is…